# Sıqalonu
Sıqalonu är en ort i Azerbajdzjan.   Den ligger i distriktet Astara Rayonu, i den sydöstra delen av landet, 220 km söder om huvudstaden Baku. Sıqalonu ligger 39 meter över havet och antalet invånare är 403.
Terrängen runt Sıqalonu är kuperad västerut, men österut är den platt. Runt Sıqalonu är det ganska tätbefolkat, med 129 invånare per kvadratkilometer.. Närmaste större samhälle är Lankaran, 17,5 km norr om Sıqalonu.
Omgivningarna runt Sıqalonu är en mosaik av jordbruksmark och naturlig växtlighet.